# Beloniscus
Beloniscus is een geslacht van hooiwagens uit de familie Beloniscidae.
De wetenschappelijke naam Beloniscus is voor het eerst geldig gepubliceerd door Thorell in 1891. 

## Soorten
Beloniscus omvat de volgende 13 soorten:
- Beloniscus albiephippiatus
- Beloniscus albimarginatus
- Beloniscus albipustulatus
- Beloniscus biconus
- Beloniscus malayanus
- Beloniscus morosus
- Beloniscus ochraceus
- Beloniscus pustulosus
- Beloniscus quinquespinosus
- Beloniscus simaluris
- Beloniscus thienemanni
- Beloniscus tricalcaratus
- Beloniscus tuberculatus

("Beloniscus bicornis" = Beloniscus biconus contra Hallan, 2005)